# 에이미 로케인
에이미 로케인(Amy Locane, 1971년 12월 19일 ~ )는 미국의 배우, 텔레비전 배우, 영화배우이다.
트렌턴에서 태어났다.

## 영화
- 세크러테리 (2002년)
- 루트 나인 (1998년)
- 더 걸 겟츠 모에 (1997년)
- 봉워터 (1997년) - 제니퍼 역
- 미이라의 전설 (1997년)
- 프리폰테인 (1997년)
- 다크니스 (1997년)
- 육체의 유혹 (1996년)
- 크리미널 허트 (1995년)
- 에어헤드 (1994년)
- 블루 스카이 (1994년)
- 스쿨 타이 (1992년)
- 사랑의 눈물 (1990년)
- 거리의 청춘 (1989년)